# North Las Vegas Library District
El North Las Vegas Library District proporciona los servicios públicos de referencia, artes y artesanías para niños, lectura de cuentos, una colección en lengua española cada vez mayor, programas culturales y cívicos, computadoras de uso público (incluido el acceso a internet), vídeos actuales de películas y libros especializados y materiales sobre temas diversos. El distrito cuenta con dos sucursales en la ciudad. La rama principal en el Centro Cívico cuenta con un salón comunitario para reuniones, conferencias y ocasiones especiales.